# Роуз Песотта
Роза Песотта (англ. Rose Pesotta; 20.11.1896, Деражня, Україна — 6.12.1965, Маямі, Флорида) — анархістка, феміністська організаторка праці та віце-президент Міжнародного жіночого союзу працівниць сфери одягу.

## Життєпис
Роуз Песотта народилася 20 листопада 1896 р. у Деражні, Україна в купецькій родині. Здобула освіту як в офіційному, так і в неформальному середовищі. На неї суттєво вплинули анархістські роботи, наприклад, Бакунін. Батьки змушували Роуз до шлюбу, відмовившись від котрого, вона в 1913 році емігрувала до Нью-Йорка і влаштувалася працювати кравчинею на заводі.
У 1914 році Песотта приєдналася до очолюваного жінками ILGWU, який (під впливом жіночого страйку 1909 р.) і активно брала участь в громадській діяльності і вихованні швачок. Від імені місцевої громади вона досліджувала справу Сакко і Ванцетті, затоваришувавши з Бартоломео Ванцетті.
Песотта регулярно писала для профспілкових і анархістських друкованих видань на ідиші та англійській мові. Разом з Анною Сосновською, Фанні Бреславом і Кларою Ротберг Ларсен Песота публікувала «Юніон Арбетер» («Союзний працівник») у період з 1923 по 1927 рік. З 1924 по 1928 роки Песота дописувала до анархічної газети «Дорога до свободи».
Після виходу з союзу Песотта деякий час працювала для Бней Брит. Приблизно за рік повернулася на кравецьку роботу.
Песота опублікувала два мемуари: «Хліб на водах» (1944) і «Дні нашого життя» (1958).
Роуз Песотта померла від раку в Маямі, штат Флорида 6 грудня 1965 року.